# Tobias Svantesson
Tobias Svantesson (Malmö, 1 de abril de 1963) es un ex–tenista profesional sueco que destacó en dobles masculinos.

## Finales disputadas
En los torneos Grand Slam su mejor participación se dieron en el Abierto de Australia y el Torneo de Roland Garros cuando logró llegar a los octavos de final del Abierto de Australia 1989 y en el Torneo de Roland Garros 1992.
| Resultado  | Año  | Torneo             | Superficie | Compañero       | Marcador      | Rivales                        |
| ---------- | ---- | ------------------ | ---------- | --------------- | ------------- | ------------------------------ |
| Campeón    | 1989 | Torneo de Lorena   | Dura       | Udo Riglewski   | 6–4, 6–7, 7–6 | João Cunha-Silva Eduardo Masso |
| Campeón    | 1989 | Torneo de Houston  | Arcilla    | Mikael Pernfors | 6–4, 4–6, 7–5 | Agustín Moreno Jaime Yzaga     |
| Subcampeón | 1992 | Torneo de Tel Aviv | Dura       | Mark Koevermans | 3–6, 4–6      | Mike Bauer João Cunha-Silva    |